# 乙型疱疹病毒亞科
乙型疱疹病毒亞科（學名：Betaherpesvirinae）是皰疹病毒科的一個亞科，可分為五個屬，包含感染人類與其他哺乳動物的病毒，感染人類者有人巨細胞病毒（人類皰疹病毒五型）、造成小兒急疹的人類皰疹病毒六型（可分為6A與6B兩種）以及人類皰疹病毒七型。本亞科病毒與其他皰疹病毒一樣為具有包膜的雙股DNA病毒，包膜上有許多醣蛋白可與宿主細胞表面的受體結合造成感染；病毒顆粒為正二十面體，直徑約150至200奈米，基因組為不分段的線性DNA，長約14萬至24萬bp。

## 屬
- 巨細胞病毒屬 Cytomegalovirus
- 鼠巨细胞病毒属（英语：Muromegalovirus） Muromegalovirus
- 长鼻动物病毒属 Proboscivirus
- Quwivirus
- 玫瑰疱疹病毒属（英语：Roseolovirus） Roseolovirus